# Преображенская церковь (Сентендре)
Преображенская церковь (серб. Преображењска црква / Preobraženjska Crkva), также Табацкая церковь (серб. Табачка црква/Tabačka Crkva) — храм Будимской епархии Сербской православной церкви в городе Сентендре в Венгрии.

## История
Церковь была построена в период с 1741 по 1746 год. По преданию, на этом месте стояла деревянная церковь, построенная в конце XVII века, которая была снесена из-за ветхости. Однонефная церковь первоначально построена без колокольня, которая была надстроена в 1777—1778 годах.
Табачской церковь прозвали из-за того, что её построили «табаци» — дубильщики кожи.

## Архитектура
Церковь считается важной вехой в сербской архитектуре. Богатое убранство западного фасада, сделанного из камня и строительного раствора, представляет переходный стиль между барокко и классицизмом.
Иконостас сделан иконописцем из Киева в 1745—1746 годах. Это самый высокий сербский иконостас второй половины XVII века.